# UFC 223
UFC 223: Khabib vs. Iaquinta fue un evento de artes marciales mixtas celebrado por Ultimate Fighting Championship el 7 de abril de 2018 en el Barclays Center en Brooklyn, New York, Estados Unidos.

## Historia
Se esperaba que el evento estuviera encabezado por un combate por el Campeonato de Peso Ligero de UFC entre el campeón interino Tony Ferguson y Khabib Nurmagomedov. El combate ha sido previamente programado y cancelado por varias razones en tres ocasiones distintas en ese entonces durante los últimos tres años (The Ultimate Fighter: Team McGregor vs. Team Faber Finale, UFC on Fox: Teixeira vs. Evans y UFC 209). Debido a la inactividad del excampeón de peso pluma de UFC y el en ese entonces campeón de peso ligero Conor McGregor, la promoción había anunciado que Conor McGregor dejaría vacante su título al éste haber estado incursionando en el boxeo y promocionando su pelea contra Floyd Mayweather y se pensó pactar que el ganador de la pelea entre Ferguson y Nurmagomedov se convertiría en el campeón indiscutible. A pesar de confirmar el 19 de enero que el ganador de esta pelea se convertiría en el campeón de facto, el presidente de la UFC Dana White hasta ese entonces aún no había confirmado si McGregor habría dejado vacante su título, sin embargo se confirmó poco después de que el título de Peso Ligero quedó vacante.
Por cuarta vez en ese momento, la pelea entre Khabib Nurmagomedov vs Tony Ferguson se canceló cuando Ferguson se retiró de la pelea el 1 de abril, debido a una lesión en la rodilla y fue reemplazado por el en ese entonces campeón de peso pluma de UFC, Max Holloway. En caso de ganar el combate, Holloway se podría haber convertido en el segundo peleador en ser campeón en dos divisiones simultáneamente (después de que McGregor ganara el título de peso ligero en el UFC 205 cuando era el actual campeón de peso pluma) y el quinto en ganar títulos en diferentes divisiones. El día del pesaje, el evento principal sufrió otro revés ya que se consideró que Max Holloway no era médicamente apto para competir y fue retirado del evento. La UFC consideró al excampeón de peso ligero Anthony Pettis como su reemplazo, luego de que la pelea de Pettis contra Michael Chiesa fuera cancelada debido a que este último resultó herido en un incidente causado por McGregor al bus donde iba Khabib y viajaban numerosos luchadores de la cartelera. Pettis pesó 155.2 libras en su primer intento, y a pesar de tener más tiempo para alcanzar el límite de peso del campeonato de 155 libras, no quiso realizar el pesaje de nuevo.
Después de que Max Holloway fuera sacado del evento, Paul Felder también se ofreció para enfrentar a Nurmagomedov, pero la Comisión Atlética del Estado de Nueva York (NYSAC) lo declinó debido a que Felder no estaba en los rankings oficiales de UFC. La UFC reservó al oponente de Felder, Al Iaquinta, en su lugar. Inicialmente, después de un pesaje con 0.2 libras sobre el límite de peso para una pelea por el campeonato, se pensó que Al Iaquinta no sería oficialmente elegible para el título en caso de que llegaba a ganar, pero Dana White expresó que sería considerado campeón de facto por el UFC, y tratado como tal en la medida de lo posible bajo regulaciones. Tanto Felder como Anthony Pettis también resultaron fuera del evento. La pelea entre Al Iaquinta y Felder estaba originalmente programada para UFC 218. Sin embargo, Iaquinta se retiró debido a una lesión no revelada y la pelea fue reprogramada para este evento.
El evento coestelar contó con el combate de revancha por el Campeonato de Peso Paja de Mujeres de UFC entre la camepona Rose Namajunas y Joanna Jedrzejczyk. El primer combate entre ambas tuvo lugar en UFC 217, cuando Namajunas consiguió quitarle el título a Joanna, que se encontraba invicta.

## Resultados
1. ↑  Por el Campeonato vacante de Peso Ligero de UFC.
2. ↑  Por el Campeonato de Peso Paja de Mujeres de UFC.

## Premios extra
Cada peleador recibió un bono de $50,000.
- Pelea de la Noche: Zabit Magomedsharipov vs. Kyle Bochniak
- Actuación de la Noche: Chris Gruetzemacher y Olivier Aubin-Mercier